# Jindřich Štyrský

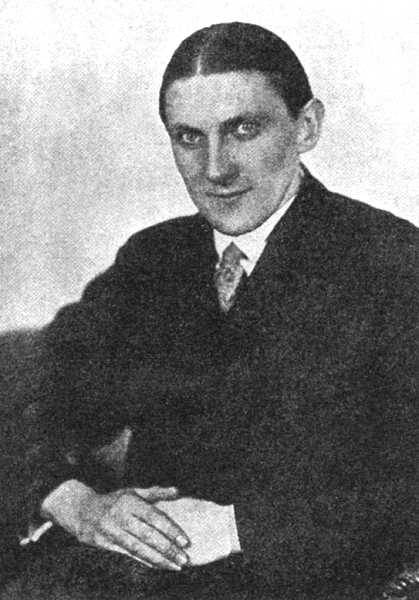
In 1930

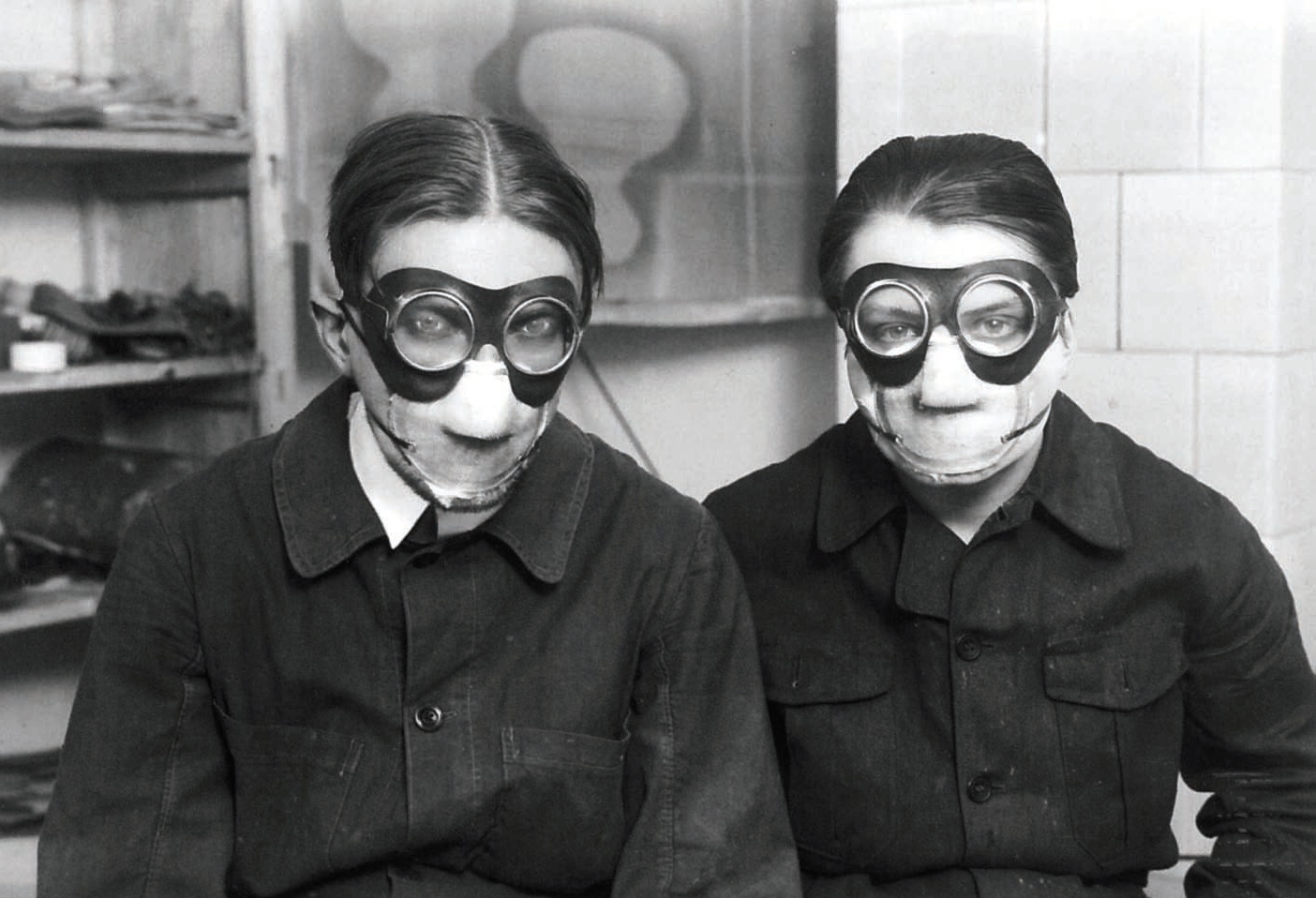
Met Toyen in 1929

Jindřich Štyrský (Dolní Čermná, 11 augustus 1899 - Praag, 21 maart 1942) was een Tsjechoslowaakse schilder, dichter, redacteur, fotograaf en surrealistisch tekenaar. 
Zijn opmerkelijk gevarieerde werk omvat talrijke illustraties en boekomslagen. Hij heeft ook studies geschreven over Arthur Rimbaud en de Markies de Sade. 
Hij werd lid van Devětsil in 1923, en nam deel aan de tentoonstellingen van de groep. Tussen 1928 en 1929 was hij directeur van de theaterafdeling van de groep, het Osvobozené divadlo (Bevrijde theater), waar hij onder meer samenwerkte met Vítězslav Nezval.
Štyrský was ook bekend om zijn uitgeversactiviteiten. Naast zijn bundel Editie 69 publiceerde hij het revue Erotická, dat hij in 1930 uitbracht, en Odeon, waarin verschillende van zijn kortere teksten verschenen. Van 1925 tot 1928 reisde hij met Toyen naar Parijs, waar hij de surrealisten ontmoette. Hij was een van de oprichters van de surrealistische groep in Tsjecho-Slowakije (Skupina surrealistů v ČSR). Op uitnodiging van André Breton keerde hij in 1935 terug naar Parijs, waar hij zijn laatste fotocyclus maakte: Un après-midi parisien. 
- Bibsys: 90747776
- Bibliothèque nationale de France: cb12026665j (data)
- CiNii: DA11069199
- Gemeinsame Normdatei: 122846842
- International Standard Name Identifier: 0000 0001 1047 1859
- Library of Congress Control Number: n82163422
- Bibliotheek van het Japanse parlement: 001218658
- Nationale Bibliotheek van Tsjechië: jk01131599
- Nationale Bibliotheek van Israël: 987007507962605171
- Nationale en Universitaire bibliotheek Zagreb: 000495791
- Nederlandse Thesaurus van Auteursnamen: 264086430
- PIC: 264753
- RKD-Nederlands Instituut voor Kunstgeschiedenis: 75996
- SNAC: w6v43tfv
- Système universitaire de documentation: 050571818
- Union List of Artist Names: 500013863
- Virtual International Authority File: 27079482
- WorldCat: E39PBJhH6qtwBPGMvvrt73vGpP